# Toto Cutugno

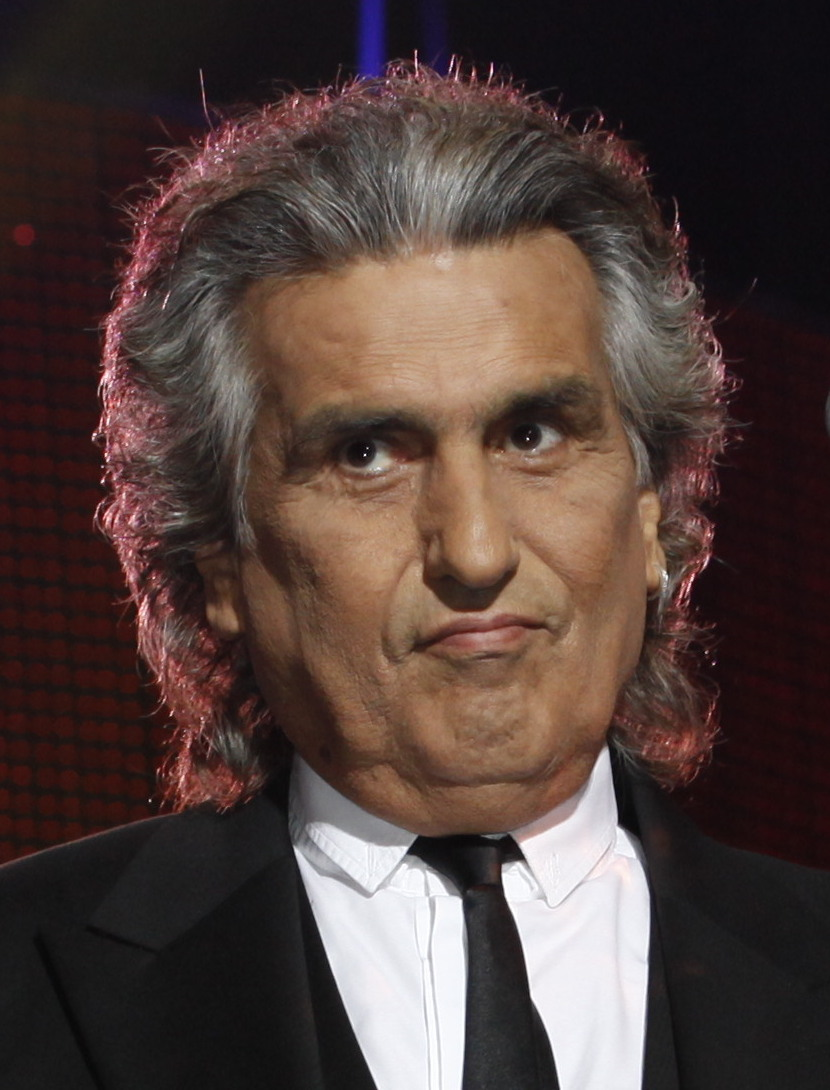
Cutugno in 2012

Salvatore (Toto) Cutugno (Fosdinovo, 7 juli 1943 – Milaan, 22 augustus 2023) was een Italiaans zanger, componist en tekstschrijver.

## Levensloop
Cutugno begon zijn muzikale loopbaan als drummer, maar vormde later zijn eigen band. Hij schreef enkele memorabele liedjes voor de Frans-Amerikaanse zanger Joe Dassin, zoals L'été indien, Et si tu n'existais pas en Le jardin du Luxembourg. Ook schreef hij nummers die vertolkt werden door onder anderen Dalida, Mireille Mathieu, Johnny Hallyday en Claude François.
In 1976 deed hij voor de eerste keer mee aan het Festival van San Remo en werd daar derde. Het zou zijn eerste van dertien deelnamen worden. Met Solo noi won hij in 1980 en hij werd ook nog zes keer tweede: in 1984 met Serenata, in 1987 met Figli, in 1988 met Emozioni, in 1989 met Le Mamme, in 1990 aan de zijde van Ray Charles met Gli amori en in 2005 aan de zijde van Annalisa Minetti met Come noi. In 1983 zong hij aldaar L'italiano, dat in verschillende Europese landen een grote hit werd.
Cutugno overleed op 80-jarige leeftijd in een ziekenhuis in Milaan.

### Eurovisiesongfestival
In het voorjaar van 1990 werd Cutugno door de Italiaanse omroep RAI uitgenodigd om Italië te vertegenwoordigen op het Eurovisiesongfestival van dat jaar. Speciaal voor deze gelegenheid schreef de zanger het lied Insieme: 1992, met als thema de Europese politieke integratie. Het songfestival vond op 5 mei 1990 plaats in de Joegoslavische stad Zagreb en Cutugno wist de wedstrijd, enigszins verrassend, te winnen. Na de overwinning van Gigliola Cinquetti in 1964 was hij pas de tweede Italiaanse songfestivalwinnaar en met een leeftijd van 46 jaar ook de oudste winnaar tot dan toe. Insieme: 1992 werd een internationale hit, onder meer in België en Nederland.
Als gevolg van de overwinning mocht Italië het Eurovisiesongfestival van 1991 organiseren en Cutugno kreeg, samen met Cinquetti, de presentatie van de show toebedeeld. Geen van beiden bezat op dit vlak echter veel ervaring of sprak vloeiend Engels, waardoor de bewuste avond rommelig verliep. De twee praatten voortdurend door elkaar heen, moesten continu improviseren en de puntentelling verliep onoverzichtelijk en stuntelig.

## Discografie (studioalbums)
- Voglio l'anima (1979)
- Innamorata, innamorato, innamorati (1980)
- La mia musica (1981)
- L'italiano (1983)
- Per amore o per gioco (1985)
- Azzurra malinconia (1986)
- Mediterraneo (1987)
- Toto Cutugno (1990)
- Insieme: 1992 (1990)
- Non è facile essere uomini (1991)
- Voglio andare a vivere in campagna (1995)
- Canzoni nascoste (1997)
- Il treno va... (2002)
- Cantando (2004)
- Come noi nessuno al mondo (2005)
- Un falco chiuso in gabbia (2008)
- L'italiano (2013)

## Hitnoteringen

### Albums
| Album met eventuele hitnotering(en) in de Nederlandse Album Top 100 | Datum van verschijnen | Datum van binnenkomst | Hoogste positie | Aantal weken | Opmerkingen |
| ------------------------------------------------------------------- | --------------------- | --------------------- | --------------- | ------------ | ----------- |
| Insieme: 1992                                                       | 1990                  | 04-08-1990            | 83              | 5            |             |

### Singles
| Single met eventuele hitnotering(en) in de Nederlandse Top 40 | Datum van verschijnen | Datum van binnenkomst | Hoogste positie | Aantal weken | Opmerkingen                      |
| ------------------------------------------------------------- | --------------------- | --------------------- | --------------- | ------------ | -------------------------------- |
| Insieme: 1992                                                 | 1990                  | 26-05-1990            | 18              | 6            | Nr. 15 in de Nationale Hitparade |

| Single met hitnotering(en) in de Vlaamse Ultratop 50 | Datum van verschijnen | Datum van binnenkomst | Hoogste positie | Aantal weken | Opmerkingen |
| ---------------------------------------------------- | --------------------- | --------------------- | --------------- | ------------ | ----------- |
| L'italiano                                           | 1983                  | 16-07-1983            | 11              | 7            |             |
| Insieme: 1992                                        | 1990                  | 02-06-1990            | 8               | 9            |             |

### NPO Radio 2 Top 2000
Van Toto Cutugno stond alleen L'Italiano in 1999 in de NPO Radio 2 Top 2000, op plek 1992.